# Angle Tarn (Langdale)
Der Angle Tarn ist ein See im Lake District, Cumbria, England. Der Angle Tarn liegt in einem Kar am westlichen Ende des Great Langdale Tals am Nordhang des Esk Pike und des Bowfell.
Der See hat keinen erkennbaren oberirdischen Zufluss. Sein Abfluss ist der Langstrath Beck, ein Zufluss des River Derwent.